# 杜达什·佐尔坦
杜达什·佐尔坦（匈牙利語：Dudás Zoltán，1933年8月8日—1989年9月13日），匈牙利男子足球运动员，司职后卫。他曾代表匈牙利参加1960年夏季奥林匹克运动会足球比赛，获得一枚铜牌。